# Kris le shérif

Kris le shérif est une revue de bande dessinée publiée par Aventures et Voyages, éditeur de petits formats. Elle compte 88 numéros de juin 1960 à septembre 1967, et 22 recueils de 4 numéros jusqu'au no 20, puis de 3 numéros ensuite.
Le héros éponyme n'étant autre que le Petit Shériff précédemment publié par la SAGE ou chez d'autres éditeurs. Contenant essentiellement du western, cette revue a pris la suite de Totem 1re série.

## Autour de la revue
La revue s'appelait Kris le shérif jusqu'au no 78. Elle devint Kriss le shérif au no 79 (tandis que le personnage éponyme disparaissait du sommaire) pour finir par s'appeler Kriss au no 83.

## Les séries
- Calamity Jane (Lina Buffolente) : nos 79 à 88
- Canada Jean (Ivo Pavone) : nos 52 à 78
- Capitaine Nick : nos 12 à 16
- Dick Turpin : nos 38 à 51
- Flèche d’Argent (Benedetto Resio) : nos 29 à 37
- Josh Balart : no 79
- Kris le shérif (Giana Anguissola et Lino Zuffi) : nos 1 à 78
- Pastille (Nicola Del Principe) : no 82
- Pierino (Augusto Pedrazza) : nos 17 à 28
- Pip et Joc (Christian Godard) : nos 12 à 17
- Rook & Rool (Michel-Paul Giroud) : nos 17 à 51
- Sigfrid : nos 1 à 11
- Tony Bolide (George Forrest et Bert Vandeput) : nos 12 à 16